# Temes (schip, 1904)

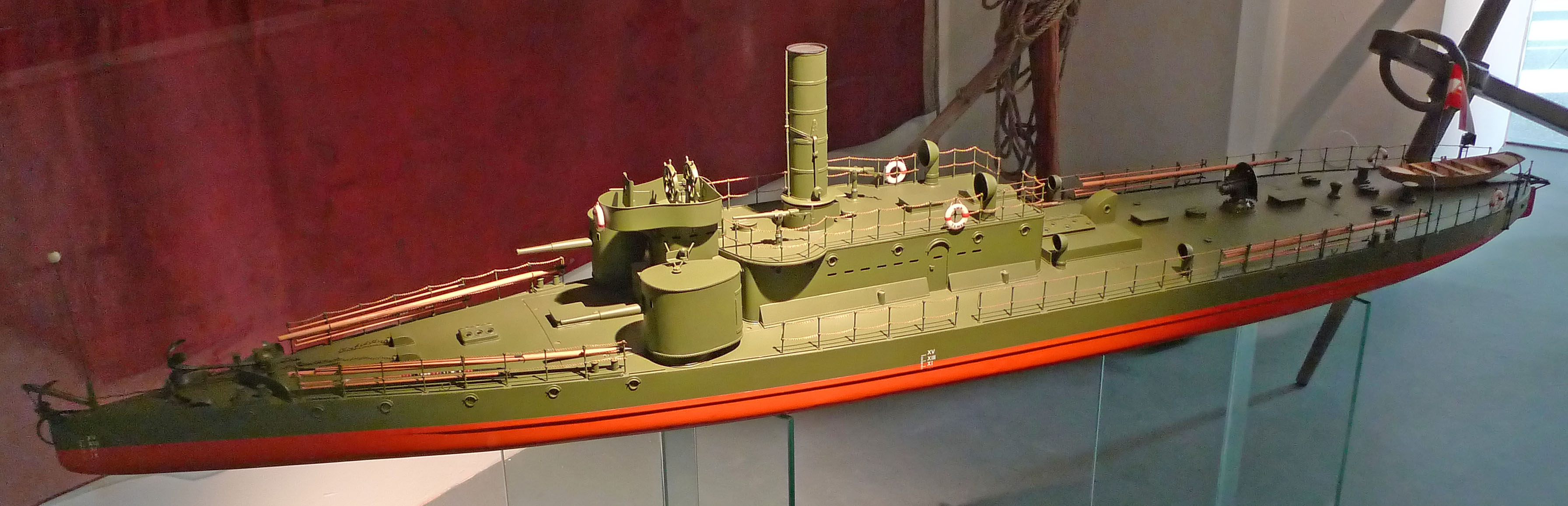
Schaalmodel van de SMS Temes in het Heeresgeschichtliches Museum (Wenen)

De SMS Temes was een oorlogschip van het type monitor dat dienst deed op en rond de Donau in de Oostenrijks-Hongaarse marine tijdens de Eerste Wereldoorlog.
Het schip werd in Boedapest gebouwd in 1903-1904 voor de Oostenrijks-Hongaarse marine. Bij het begin van de oorlog tegen Servië slaagde de Temes erin om samen met de andere Donaumonitor SMS Körös ondanks hevige beschietingen door een mijnenveld de Sava te bereiken. Maar op 23 oktober 1914 liep het schip op een mijn en zonk. De Temes kon later geborgen en hersteld worden, en werd in april 1917 terug in dienst genomen. 